# Archistes
Archistes és un gènere de peixos pertanyent a la família dels còtids.

## Taxonomia
- Archistes biseriatus (Gilbert & Burke, 1912)[2]
- Archistes plumarius (Jordan & Gilbert, 1898)[3][4][5][6][7]